# Miguel Mas
Miquel Mas Gayà (ur. 13 lipca 1943 w Manacor) – hiszpański kolarz torowy, złoty medalista mistrzostw świata.

## Kariera
Największy sukces w karierze Miguel Mas osiągnął w 1965 roku, kiedy zwyciężył w wyścigu ze startu zatrzymanego amatorów podczas torowych mistrzostw świata w San Sebastián. W zawodach tych Hiszpan bezpośrednio wyprzedził Belga Etienne'a van der Vierena oraz Francuza Alaina Maréchala. Był to jedyny medal wywalczony przez Masa na międzynarodowej imprezie tej rangi. Nigdy nie wystąpił na igrzyskach olimpijskich.